# Hoppegarten
Hoppegarten är en förortskommun öster om Berlin i Tyskland, belägen i Landkreis Märkisch-Oderland i förbundslandet Brandenburg.  Kommunen bildades 2003 genom sammanslagning av de tidigare kommunerna Dahlwitz-Hoppegarten, Hönow och Münchehofe.
Namnet Hoppegarten betyder ungefär "Humlegården" och syftar på odling av växten humle.  Kommunen är mest känd för sin galoppbana, Galopprennbahn Hoppegarten, grundad 1868.

## Geografi
Kommunen är en del av Storstadsregion Berlin/Brandenburg och är den västligast belägna kommunen i Landkreis Märkisch-Oderland, omedelbart öster om Berlins stadsgräns och cirka 20 km öster om Berlins centrum.
Sedan sammanslagningen 2003 är kommunens område uppdelat i två delar, som skiljs åt av Berlinstadsdelen Mahlsdorf; norr om Mahlsdorf ligger kommundelen Hönow, söder om Mahlsdorf ligger kommundelarna Dahlwitz-Hoppegarten och Münchehofe.